# Phosphila lacruma
Phosphila lacruma är en fjärilsart som beskrevs av William Schaus 1894. Phosphila lacruma ingår i släktet Phosphila och familjen nattflyn. Inga underarter finns listade i Catalogue of Life.